# Успение Богородично (Кяфасан)
Вижте пояснителната страница за други значения на Успение Богородично.
„Успение на Пресвета Богородица“ (на албански: Kisha në shpellën e Qafë Thanës, Скална църква в Кяфасан) е православна скална църква в Албания, на 1010 метра надморска височина, на самия планински връх над прохода Кяфасан.
В църквата има запазени фрески. На самия вход се забелязва композицията „Успение на Пресвета Богородица“. От частично запазената живопис, сравнявайки я със сходното композиционно представяне в охридските църкви, може да се заключи, че зографът, който изписва църквата, е представител на Охридската художествена школа от втората половина на XIV век.